# 貝爾姆巴赫河
52°16′02″N 8°05′40″E / 52.26712°N 8.09433°E

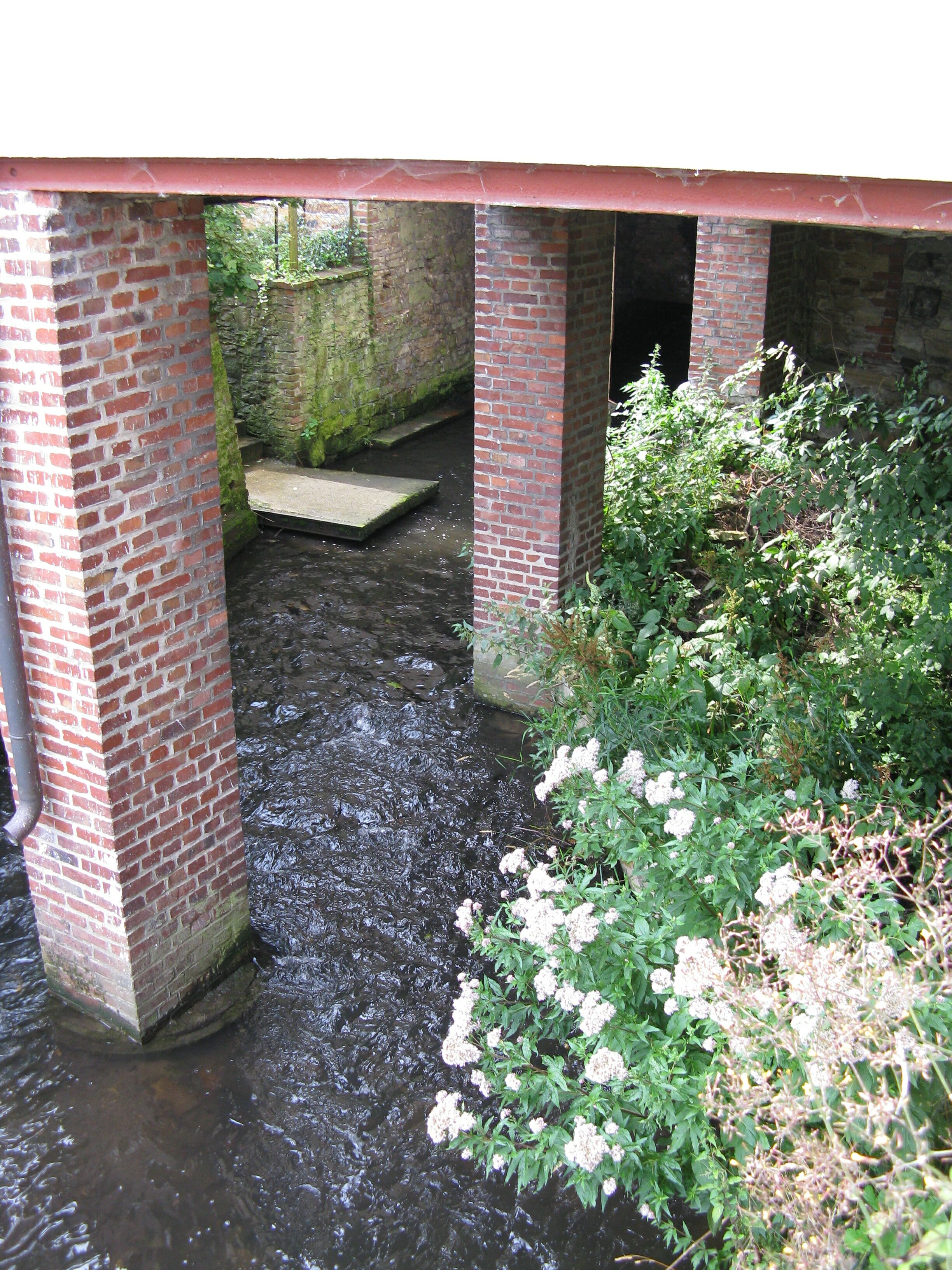

貝爾姆巴赫河（德語：Belmer Bach），是德國的河流，位於該國西北部，由下薩克森州負責管轄，屬於哈瑟河的支流，河道全長9.5公里，發源自貝爾姆，河口處在奧斯納布魯克。